# Jean-Luc Deganis
Jean-Luc Deganis (* 10. März 1959 in Moyeuvre-Grande) ist ein ehemaliger französischer Basketballspieler.

## Laufbahn
Der 2,03 Meter messende Flügelspieler spielte in der ersten Liga Frankreichs von 1979 bis 1983 bei CSP Limoges, von 1983 bis 1986 bei Stade Français in Paris, 1986/87 in Saint-Étienne Basket, von 1987 bis 1991 bei EB Orthez sowie von 1991 bis 1994 in Dijon. 1982 und 1983 errang er mit Limoges jeweils den Sieg im europäischen Vereinswettbewerb Korać-Cup. 1983 wurde er mit der Mannschaft zudem französischer Meister.

### Nationalmannschaft
1981 und 1987 war er Teilnehmer der Europameisterschaften und 1986 der Weltmeisterschaft. Er gehörte zur französischen Mannschaft, die 1984 an den Olympischen Sommerspielen teilnahm, Deganis erzielte im Turnierverlauf 7,6 Punkte je Begegnung.